# Elisabetta Perrone
Elisabetta Perrone (* 9. Juli 1968 in Camburzano) ist eine ehemalige italienische Geherin, die 1996 Olympiazweite wurde.
Bei den Olympischen Spielen 1992 in Barcelona belegte Perrone im 10-km-Gehen den 19. Platz in 46:43 min. Ein Jahr später gelang ihr der Durchbruch in die Weltspitze. Bei den Leichtathletik-Weltmeisterschaften 1993 in Stuttgart wurde sie in 43:26 min Vierte, fünf Sekunden hinter der Spanierin Encarnacion Granados. In Helsinki bei den Leichtathletik-Europameisterschaften 1994 ging sie 43:47 min und belegte damit den siebten Platz.
Ihr erster Medaillengewinn gelang ihr bei den Weltmeisterschaften 1995 in Göteborg. Es war ein sehr knappes Rennen, bei dem die ersten vier Geherinnen innerhalb von sieben Sekunden ins Ziel kamen. Es siegte die 18-jährige Irina Stankina mit drei Sekunden Vorsprung auf Perrone in 42:16 min. Jelena Nikolajewa und Sari Essayah belegten in 42:20 min die Plätze drei und vier. Die Entscheidung bei den Olympischen Spielen 1996 in Atlanta fiel wesentlich deutlicher aus: Nikolajewa gewann in 41:49 min vor Perrone in 42:12 min. In den nächsten Jahren war Perrone nicht mehr in der Form, in der sie die beiden Jahre zuvor gewesen war. Auf einen zehnten Platz bei den Weltmeisterschaften 1997 in Athen folgte ein elfter Platz bei den Europameisterschaften 1998.
Ab 1999 ersetzte das 20-km-Gehen das 10-km-Gehen als offizielle Wettkampfdisziplin bei internationalen Meisterschaften. Perrone belegte bei den Weltmeisterschaften 1999 in Sevilla den 21. Platz und wurde bei den Olympischen Spielen 2000 in Sydney erstmals in einem großen Wettkampf disqualifiziert. Nach vier Jahren ohne vordere Platzierung beim Saisonhöhepunkt kehrte Perrone bei den Weltmeisterschaften 2001 in Edmonton in die Weltklasse zurück. Hinter Olimpiada Iwanowa und Waljanzina Zybulskaja erreichte sie in 1:28:56 h den Bronzeplatz. Ein Jahr später wurde sie Sechste bei den Europameisterschaften 2002 in München. Zum Abschluss ihrer Karriere kam Perrone auf Rang 18 bei den Olympischen Spielen 2004 in Athen.
Elisabetta Perrone ist 1,68 m groß und wog in ihrer Wettkampfzeit 55 kg.

## Bestzeiten
- 3000 Meter Bahngehen: 11:56,40 min (1993)
- 5000 Meter Bahngehen: 20:12,41 min (2003)
- 10 Kilometer Straßengehen: 42:09 min (1996)
- 20 Kilometer Straßengehen: 1:27:09 h (2001)